# 라스트 나잇 인 소호
《라스트 나잇 인 소호》(영어: Last Night in Soho)는 2021년 공개된 영국의 심리 공포 영화이다. 에드거 라이트가 감독과 공동각본을 맡았다.
기존 2020년 9월 25일에 개봉 예정이었으나, 코로나19 범유행으로 인해 개봉이 2021년 10월 29일로 연기되었다.

## 출연
- 토머신 매켄지 - 엘루이즈 역
- 안야 테일러 조이 - 샌디 역
  - 다이애나 리그 - 알렉산드라 콜린스 (늙은 샌디) 역
- 맷 스미스 - 잭 역
- 마이클 아자오 - 존 역
- 테런스 스탬프 - 린지 역
  - 샘 클라플린 - 젊은 린지 역
- 리타 터싱엄 - 마거릿 "페기" 터너 역
- 신뇌베 칼센 - 조카스타 역
- 폴린 맥린 - 캐롤 역
- 마이클 집슨 - 남자 경찰 역
- 리사 맥그릴리스 - 여자 경찰 역
- 에이미 카세타리 - 엘루이즈의 어머니 역